# Halófilo

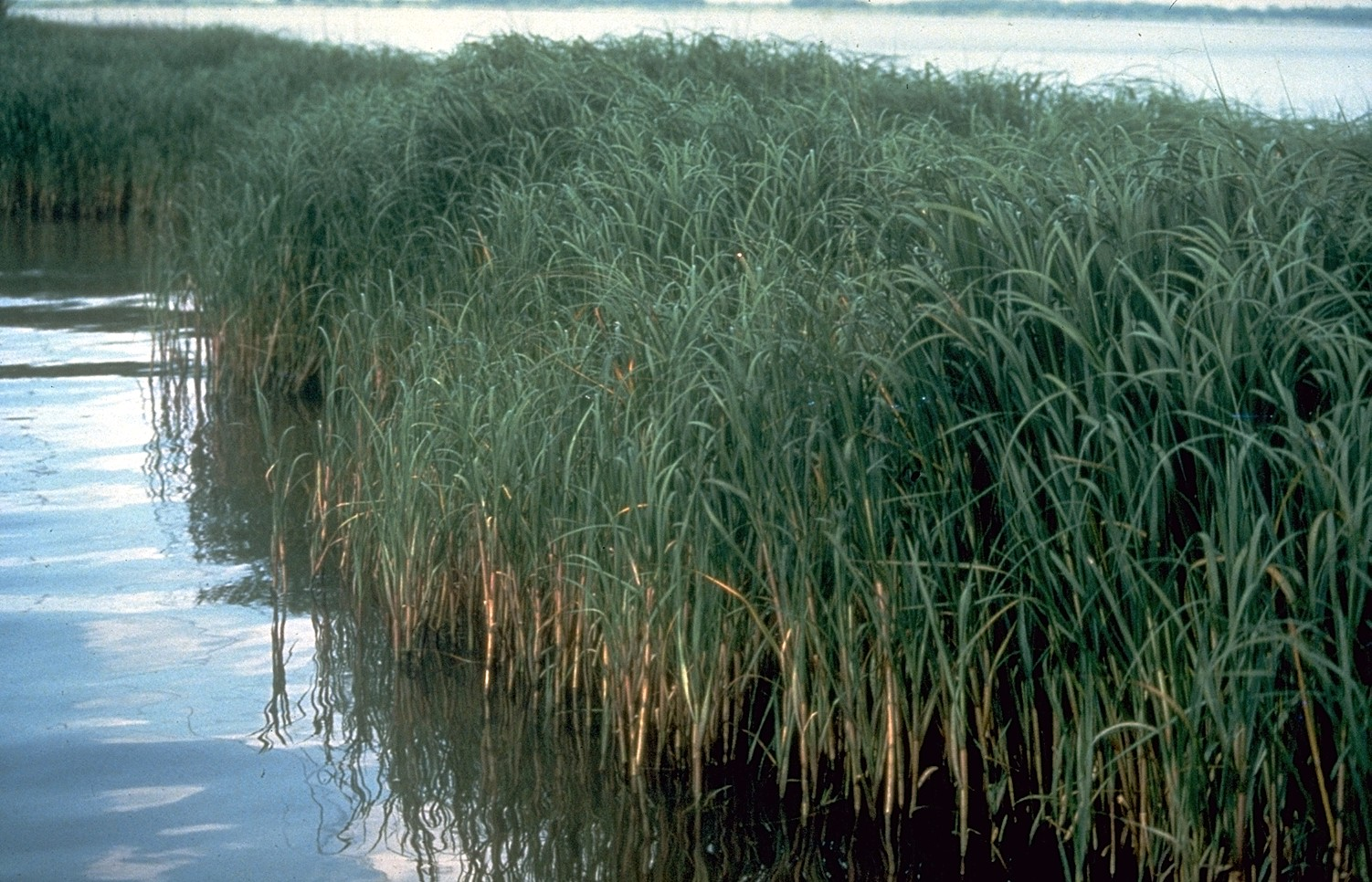
Spartina alterniflora, una halófila.

Halófilo es el adjetivo que se aplica a los organismos que viven en ambientes con presencia de gran cantidad de sales.
La palabra está formada con los términos griegos halos (sal), y filo (amante), por lo que literalmente significa ‘amante de la sal’.
Algunos microorganismos halófilos (mayormente bacterias) son específicamente denominados extremófilos ya que viven en sustratos con altísimas concentraciones de sales.
Los organismos no adaptados a las condiciones de alta salinidad, en general no logran sobrevivir en estos ambientes ya que mueren por deshidratación debido a la fuerte pérdida de agua generada por la diferencia en el potencial osmótico. La diferencia en este potencial hace que el agua del interior de las células tienda a salir hacia su exterior, por lo que las células se desecan y mueren. Sin embargo, en los organismos halófilos esto no ocurre, lo cual es posible gracias a diversas adaptaciones morfológicas y/o fisiológicas. Por ejemplo un mecanismo frecuente es acumular en el interior de ciertas estructuras celulares concentraciones de un soluto, mayor que en el exterior, lo cual genera un cambio en la diferencia de potencial osmótico, quedando el agua retenida en el interior de las células.
Los organismos halófilos se encuentran en cada uno de los tres dominios en los que han sido clasificados los seres vivos: Archaea, Bacteria y Eucaria.

## Microorganismos halófilos
En particular, los microorganismos halófilos más extremos forman un subconjunto dentro de Archaea: el orden Halobacterias, con excepción de Salinibacter ruber, una halófila aislada de las salinas de Alicante, España, perteneciente al dominio Bacteria, y capaz de tolerar hasta 34% de NaCl. Los microorganismos halófilos resisten dichas condiciones gracias a la utilización de un soluto compatible con los procesos del interior de la célula, como por ejemplo, iones o compuestos orgánicos.
Los hay de tres tipos:
- Los leves, requieren alrededor de un 6 % de sal, la mayoría son procariotas marinos, ya que la salinidad en los mares y océanos ronda el 3 %.
- Los halófilos moderados, requieren entre un 6 y un 15 % de sal.
- Extremos; requieren una concentración de sal del 15 al 36 %, aproximadamente.[3]

Entre los ejemplos del mundo de los extremófilos que se pueden encontrar en escenarios hipersalinos, se encuentra el alga Dunaliella salina, el eucarionte más extremo conocido, por tolerar una salinidad de hasta 25% de NaCl. El ejemplo de arque halófila extrema es Halobacterium.
En el Mar Muerto (Israel-Jordania), el nivel de salinidad llega a 32.2% de NaCl, y es ésta la característica que da origen a su nombre, pues se pensaba que ahí no podía proliferar ser vivo alguno. No obstante, se han encontrado poblaciones de halovirus que alcanzan una concentración de 7 x 107 partículas/ml (una densidad de población relativamente baja comparada con otras de ambientes más benévolos)
También existen microorganismos halotolerantes, es decir, pueden vivir en medios salobres, pero no lo requieren para vivir.

### Distribución
Se los encuentra en entornos salados:
- El Gran Lago Salado, en el estado de Utah (Estados Unidos).
- El mar Muerto (Israel).
- El Lago Owens en el estado de California (Estados Unidos).

## Halofilia en las plantas

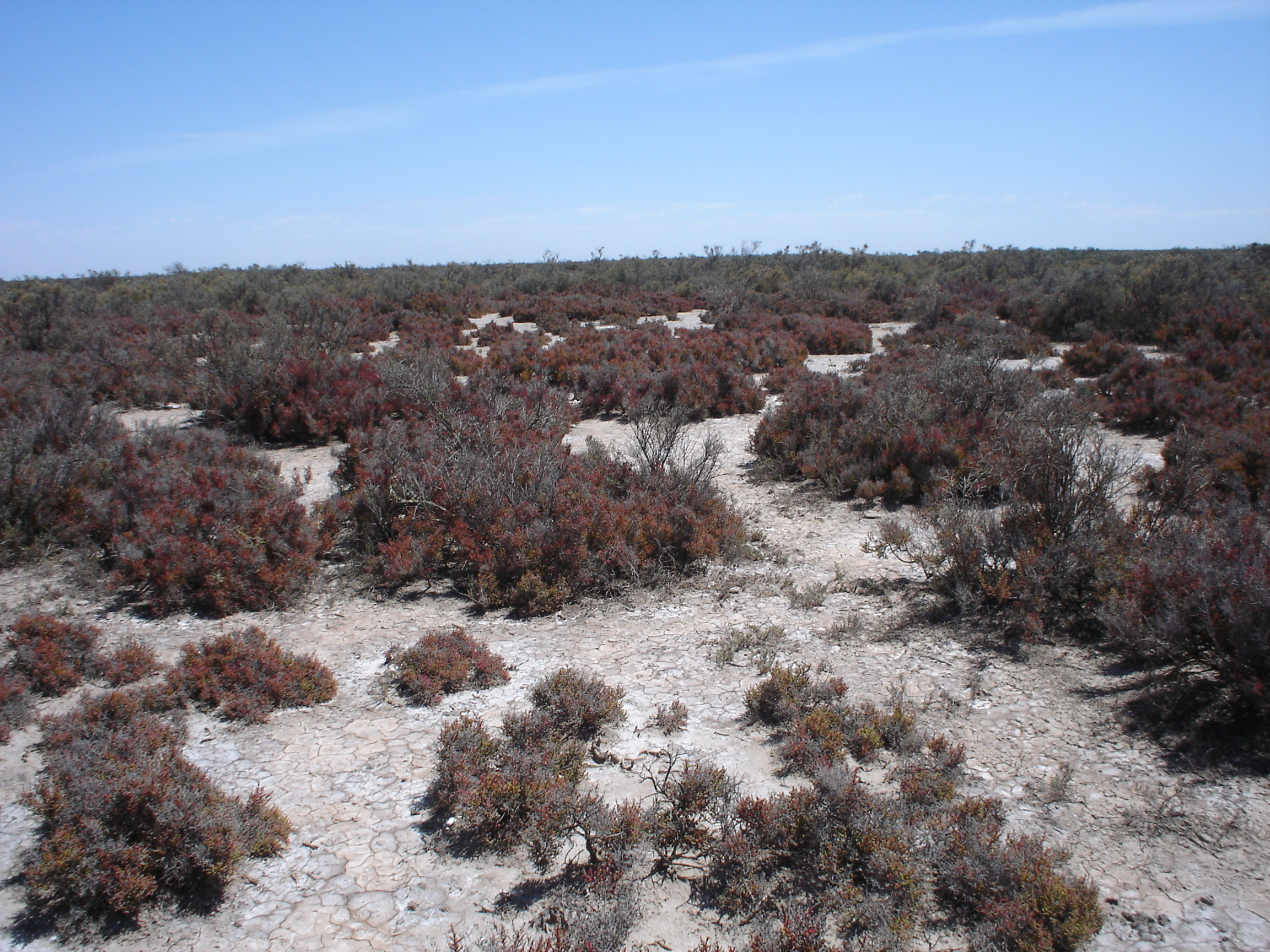
Imagen de la vegetación halófila predominante en la región del Salitral de la Vidriera, se observan arbustos de Allenrolfea patagonica.

Una planta halófila es aquella que crece de manera natural en suelos salinos continentales o litorales. Es difícil listar el número completo de plantas halófilas debido a que no se conocen exhaustivamente los límites de tolerancia de muchas de las especies, aunque se estima que el número total de estas especies no sería mayor de 0,25% del total de las Angiospermae. Las plantas halófilas pueden ser estrictas o facultativas, las primeras solo habitan en ambientes salinos mientras que las segundas tienen un rango más amplio pudiendo colonizar zonas de baja o nula salinidad. Un ejemplo de ellas es el pasto de los salares Spartina sp. 
La adaptación a ambientes salinos de las halófitas puede deberse a la «tolerancia a la sal» a través de adaptaciones morfológicas y/o fisiológicas o a evasión de la sal a través de cambios fenológicos. 
Una especie halófila puede mantener una concentración salina interna «normal», excretando el exceso de sal a través de diferentes estructuras (glándulas de sal, tricomas secretores de sal), concentrando las sales en los tejidos de sus hojas que luego mueren y caen o diluyendo la concentración de sales absorbidas en exceso en el agua retenida en tejidos específicos para tal fin, como lo es el parénquima acuífero.

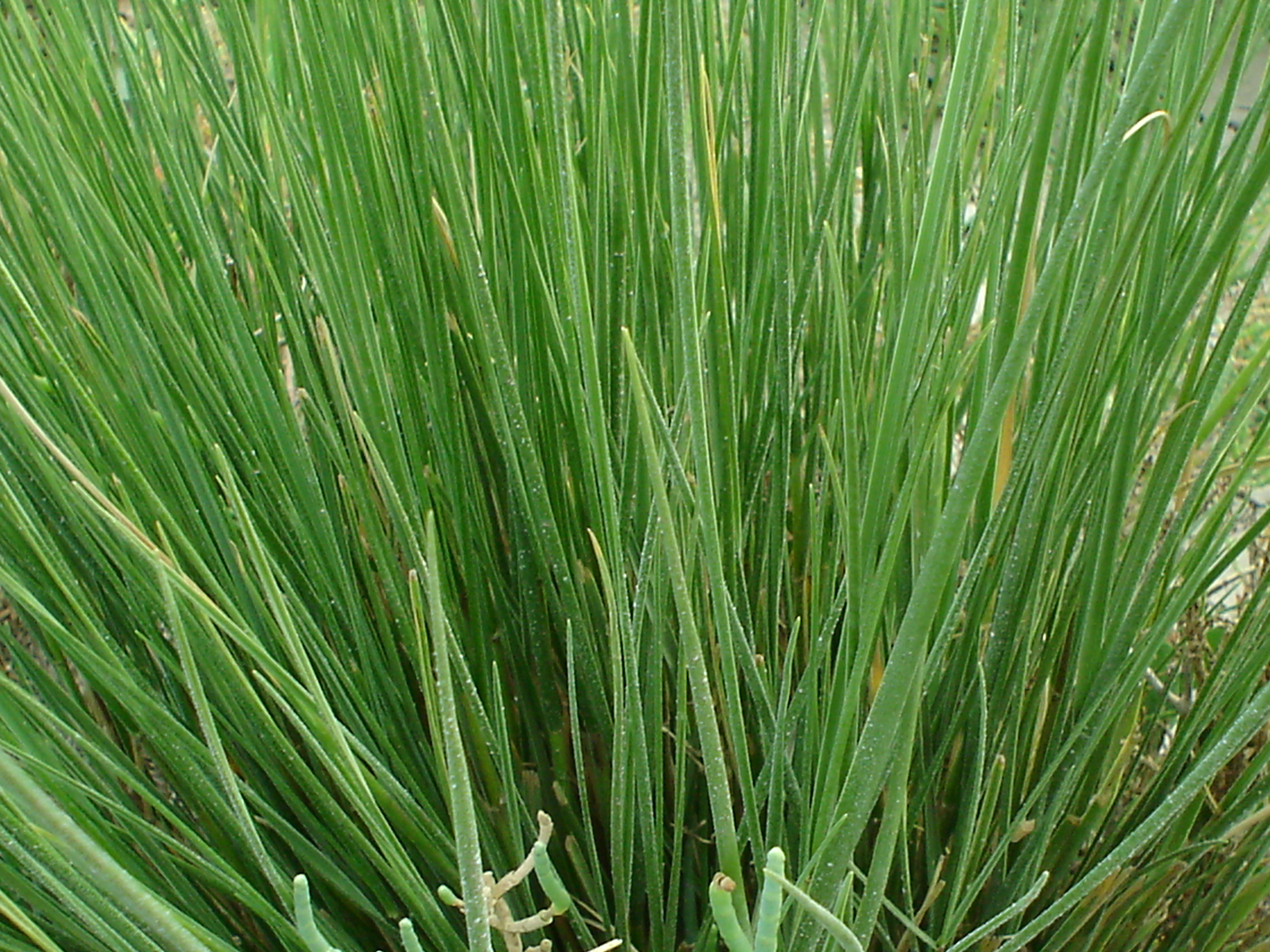
Se observan los cristales de sal sobre la epidermis foliar de Spartina sp., como resultado de la acción de sus glándulas de sal.

Por ejemplo, una especie de ciclo de vida corto llega rápidamente a la fase reproductiva la cual coincide con la estación de lluvias cuando la concentración salina es baja (el agua de lluvia lixivia las sales desde las capas superficiales hacia las profundas). 
Las plantas halófilas de los manglares son especialmente interesante ya que han desarrollado adaptaciones no solo a la salinidad sino a la deficiente aireación del sustrato en el que se desarrollan: algunas presentan neumatóforos (raíces negativamente geotrópicas que crecen fuera del agua).
Una medida cuantitativa de la tolerancia a la sal es el «total de sólidos disueltos» en agua de riego que una planta puede tolerar. El agua de mar típicamente contiene 36 g/L de sales disueltas (mayormente cloruro sódico). Las legumbres y el arroz pueden tolerar cerca de 1 a 3 g/L, y son consideradas glicófitas (como lo son la mayoría de las plantas de cosecha). Del otro extremo, Salicornia bigelovii crece bien con 70 g/L, y es una promisoria halófila para cosecha. Plantas como la cebada (Hordeum vulgare) y la datilera (Phoenix dactylífera) pueden tolerar 5 g/L, considerándoselas como halófilas marginales.

#### Distribución
Su distribución puede ser tanto terrestre como acuática. Se distinguen comunidades halófilas continentales, costeras, marismas, litorales, etc.

## Halofilia en laastrobiología
Los halófilos extremos son fuente de estudio de proyectos de astrobiología en tanto que son formas antiguas de vida en la Tierra, y se podrían trazar analogías, o al menos dar pistas, con vida en otros planetas.
Una de las teorías es que los organismos halófilos podrían ser la base de la vida en otros planetas. Geoffrey A. Landis ―del NASA Glenn Research Center―, por ejemplo, opina que el agua en las condiciones de temperatura y presión en Marte, podría ser altamente salina, y por tanto las formas de vida serían halófilas.[cita requerida]